# Kita-Hanada (metropolitana di Osaka)
Kita-Hanada (北花田駅?, Kita-Hanada-eki) è una stazione della metropolitana di Osaka che si trova nel quartiere di Kita-ku nella città di Sakai nella prefettura di Osaka.